# BLS (企業)

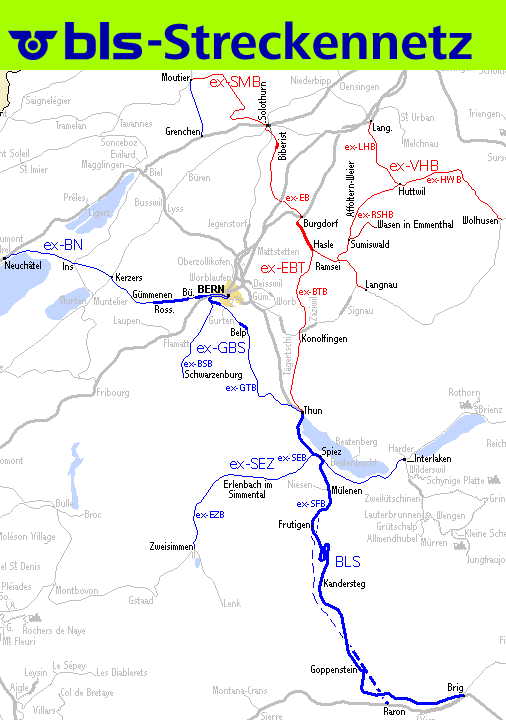
BLS AG路線網（青 = 旧BLSレッチュベルク鉄道、赤 = 旧ミッテルラント地域交通）

BLS AGは、2006年に設立されたスイスの鉄道事業者である。440 kmの標準軌の路線を運営しており、スイスで最大の私鉄である。さらにトゥーン湖とブリエンツ湖での船舶事業も運営している。BLSという社名は、1906年にベルン (Bern) からアルプス山脈方面へ向かう鉄道会社として設立されたベルン-レッチュベルク-シンプロン鉄道 (Bern-Lötschberg–Simplon Bahn) に由来している。
BLS AGは2006年4月24日に設立され、合併元となったBLSレッチュベルク鉄道 (BLS Lötschbergbahn) とミッテルラント地域交通 (Regionalverkehr Mittelland) の株主によって2006年6月27日に承認された。法的にはBLSレッチュベルク鉄道とミッテルラント地域交通の合併は株式交換によって行われ、旧BLS株（額面10スイスフラン）1株は新BLS株（額面1スイスフラン）8株に、旧ミッテルラント地域交通株（額面12.5スイスフラン）1株は新BLS株24株に交換された。BLS AGの主要株主としては、55.8パーセントがベルン州政府、21.7パーセントがスイス連邦政府となっている。

## 車輌
- ベルン-レッチュベルク-シンプロン鉄道Ae6/8形電気機関車（歴史上の機関車、1両のみ動態保存、UIC名Ae015形）
- ベルン-レッチュベルク-シンプロン鉄道Ae415形電気機関車（Ae4/4形）
- ベルン-レッチュベルク-シンプロン鉄道Ae485形電気機関車（Ae8/8形）
- ベルン-レッチュベルク-シンプロン鉄道Re425形電気機関車（Re4/4形、元Ae4/4II、UIC名Re425）
- スイス国鉄Re420形電気機関車（スイス国鉄から譲受）
- ベルン-レッチュベルク-シンプロン鉄道Re465形電気機関車 (Lok2000)
- BLSカーゴRe485形電気機関車 (TRAXX)
- BLSカーゴRe486形電気機関車 (TRAXX)
- BLSカーゴRe475形電気機関車 (Vectron)
- BLS AG Re456形電気機関車（KTU Re4/4、スイス南東鉄道 (Schweizerische Südostbahn) などと共通）
- BLS AG RABe515形電車 (MUTS)
- BLSレッチュベルク鉄道RABe525形電車 (NINA)
- BLS AG RABe535形電車 (Lötschberger)
- シュタッドラー GTW（BLS RABe526形電車）(GTW)
- BLS AG RBDe565形/RDBe566形電車 (NPZ)
- エメンタル-ブルクドルフ-トゥーン鉄道RBDe566 I形電車
- トゥーナーゼー鉄道Ec3/5形蒸気機関車
- スイス国鉄Am843形ディーゼル機関車

### 動力車の一覧
| 系列 (原型) | 系列 (原型) | 系列 (UIC)  | 系列 (UIC) | 製造年     | 車両数     | 車両数     | 最高時速   | 出力 (kW)  | 転出       | 備考                                   |
| 形式        | 番号        | 形式        | 番号       | 製造年     | 引退       | 運用中     | 最高時速   | 出力 (kW)  | 転出       | 備考                                   |
| 電気機関車  | 電気機関車  | 電気機関車  | 電気機関車 | 電気機関車 | 電気機関車 | 電気機関車 | 電気機関車 | 電気機関車 | 電気機関車 | 電気機関車                             |
| ----------- | ----------- | ----------- | ---------- | ---------- | ---------- | ---------- | ---------- | ---------- | ---------- | -------------------------------------- |
| Ae 4/4      | 251-258     | Ae 415      | 251-258    | 1944-1955  | 8          | 2          | 125        | 2944       |            |                                        |
| Ae 6/8      | 201-208     |             |            | 1926-1943  | 8          | 1          | 100        | 4415       |            |                                        |
| Ae 8/8      | 271-275     | Ae485       |            | 1959-1966  | 5          | 1          | 125        | 6476       |            |                                        |
| Ce 4/6      | 301-317     |             |            | 1920       | 17         | 1          | 60         | 760        |            | 先輪を外してCe 4/4 307-317に改造された |
| Re 4/4      | 161-195     | Re 425      | 161-195    | 1964-1983  | 35         | 34         | 140        | 4990       |            |                                        |
|             |             | Re 420      | 501-512    | 1967       | 12         | 12         | 140        | 4700       |            | SBBは、2004年に買い戻し                |
|             |             | Re 465      | 001-018    | 1996-1997  | 18         | 18         | 230        | 7000       |            |                                        |
|             |             | Re 485      | 001-020    | 2002-2003  | 20         | 20         | 140        | 5600       |            |                                        |
| 電動客車    |             |             |            |            |            |            |            |            |            |                                        |
|             |             | RBDe 565    | 721-742    | 1982-1992  | 22         | 22         | 125        | 1650       |            |                                        |
|             |             | RBDe 566 II | 230-242    |            | 12         | 12         | 125        | 1650       |            | Ex RM                                  |
|             |             | RABe 525    | 001-036    | 1998-2004  | 36         | 36         | 140        | 1000       |            | NINA                                   |

## 路線

### ベルンSバーン
- S1 ラウペン (Laupen) / フリブール (Fribourg) - ベルン - ミュンジンゲン (Münsingen) - トゥーン (Thun)
- S2 シュヴァルツェンブルク (Schwarzenburg) - ベルン - コノルフィンゲン (Konolfingen) - ラングナウ (Langnau)
- S3 ビール (Biel/Bienne) - リス (Lyss) - ベルン - ベルプ (Belp) （- トゥーン）
- S4 アフォルテルン (Affoltern) - W.ラムザイ (W.Ramsei) - ブルクドルフ (Burgdorf) - ベルン - ビュンプリッツ・ノルト (Bümpliz Nord) - （- ロスホイザーン (Rosshäusern)）
- S5 ベルン - ケルツェルス (Kerzers) - ノイエンブルク (Neuenburg) / ムルテン (Murten/Morat) （- ロモン (Romont)）
- S11 ベルン - フラマット (Flamatt) - フリブール （- ロモン）
- S22 ベルン - ケーニッツ (Köniz) - シュヴァルツェンブルク (Schwarzenburg)
- S33 ベルン - ベルプ - トゥーン
- S44 ロスシェウゼルン - ベルン - ブルクドルフ - ヴィラー (Wiler) / ラングナウ
- S51 ベルン - シュテックアッカー (Stöckacker) - ビュンプリッツ・ノルト

### ルツェルンSバーン
- S6 ランゲンタル (Langenthal) - フットヴィル (Huttwil) - ヴォルフーゼン (Wolhusen) （- ルツェルン (Luzern)）
- S7 ランゲンタル - フットヴィル - ヴォルフーゼン （- トルブシャンケン (Trubschanchen)）

### レギオエクスプレス
- レギオエクスプレス ベルン - ラングナウ - ルツェルン
- レギオエクスプレス トゥーン - コノルフィンゲン - ブルクドルフ - ソロトゥルン (Solothurn)
- レギオエクスプレス ベルン - ノイエンブルク
- レギオエクスプレス ベルン - ミュンジンゲン - シュピーツ (Spiez) - ブリーク (Brig)（2007年12月から）

### レギオナルツーク
- レギオ インターラーケン・オスト (Interlaken Ost) - シュピーツ - ツヴァイジメン (Zweisimmen)
- レギオ シュピーツ - フルティゲン (Frutigen)（2007年12月まで）
- レギオ ブリーク - ゴッペンシュタイン（2007年12月まで）
- レギオ トゥーン - コノルフィンゲン - ヴァルクリンゲン (Walkringen) （- ブルクドルフ）
- レギオ ブルクドルフ - ソロトゥルン
- レギオ ソロトゥルン - ムーティエ (Moutier)
- レギオ ケルツェルス - リス - ビュレン・アン・デア・アーレ (Büren an der Aare)